# László Pigniczki
László Pigniczki [ˈlaːsloː ˈpignitski] (* 9. August 1937 in Budapest) ist ein ungarischer Tischtennisspieler und -trainer. Er gewann Bronze im Doppel bei einer Europameisterschaft.

## Spieler
1955 trat Pigniczki dem Verein Spartacus Budapest bei. Von 1957 bis 1967 gehörte er zum ungarischen Nationalteam. 1964 wurde er ungarischer Meister im Doppel (mit János Faházi), 1965 gewann er den nationalen Titel im Einzel. In der nationalen ungarischen Rangliste wurde er 1966 auf Platz eins geführt. Dreimal nahm er an Weltmeisterschaften teil, nämlich 1959, 1961 und 1965, dabei wurde er 1959 mit der ungarischen Mannschaft Zweiter. Auf den Europameisterschaften war er 1960, 1964 und 1966 vertreten, wobei er 1964 im Doppel Bronze zusammen mit János Faházi gewann.

## Trainer
Ab 1961 war der gelernte Diplom-Sportlehrer neben seiner aktiven Laufbahn als Trainer im Jugendbereich von Spartacus Budapest tätig. Später arbeitete er als Nationaltrainer, von November 1975 bis 1979 in Österreich (als Nachfolger von Edvard Vecko), von 1984 bis Ende 1988 in Ungarn. 1989 kam er nach Deutschland, wo er von Januar bis Juni 1994 Landestrainer des TTV Niedersachsen wurde. Später war er als Haupttrainer an der Zentralsportschule in Budapest tätig.

## Privat
Pigniczki's Sohn, der ebenfalls mit Vornamen László heißt, nahm 1983 an den Schüler-Europameisterschaften in Malmö teil.

## Turnierergebnisse
| Verband | Veranstaltung       | Jahr | Ort       | Land | Einzel        | Doppel        | Mixed        | Team |
| ------- | ------------------- | ---- | --------- | ---- | ------------- | ------------- | ------------ | ---- |
| HUN     | Europameisterschaft | 1966 | London    | ENG  |               | Viertelfinale |              |      |
| HUN     | Europameisterschaft | 1964 | Malmö     | SWE  |               | Halbfinale    |              |      |
| HUN     | Europameisterschaft | 1960 | Zagreb    | YUG  | Viertelfinale |               |              |      |
| HUN     | Weltmeisterschaft   | 1965 | Ljubljana | YUG  | letzte 64     | letzte 16     | letzte 32    | 9    |
| HUN     | Weltmeisterschaft   | 1961 | Peking    | CHN  | letzte 128    | letzte 32     | keine Teiln. |      |
| HUN     | Weltmeisterschaft   | 1959 | Dortmund  | FRG  | letzte 128    | letzte 16     | letzte 128   | 2    |